# Óscar Chávez
Óscar Chávez (Cidade do México, 20 de março de 1935 — Cidade do México, 30 de abril de 2020) foi um cantor, compositor e ator mexicano. Ele foi o principal proponente do movimento Nueva Trova no México nas décadas de 1960 e 1970.

## Vida
Chávez estudou teatro na Universidade Nacional Autônoma do México (UNAM) e passou a produzir e atuar em várias peças, filmes e novelas no México. Ele alcançou fama internacional através de sua música. Suas músicas "Por Ti" e " Macondo " são particularmente conhecidas na América Latina. Além disso, Chávez gravou muitas canções folclóricas mexicanas.

## Morte
Morreu em 30 de abril de 2020, vítima da COVID-19, aos 85 anos.